# RVNS Hương Giang (HQ-404)
RVNS Hương Giang HQ-404 là một hải vận hạm thuộc Hải quân Việt Nam Cộng hòa. Nguyên gốc là chiếc USS Oceanside LSM-175, thuộc lớp tàu đổ bộ hạng trung LSM-1 của Hải quân Hoa Kỳ.

## 1950–1955
Sau 4 năm ngưng hoạt động, tàu LSM-175 được tái khởi động vào ngày 8 tháng 9 năm 1950. Cảng nhà đặt tại San Diego, LSM-175 được dùng để huấn luyện thủy quân lục chiến Hoa Kỳ phần đổ bộ. Ngày 30 tháng 6 năm 1955, LSM-175 được chuyển giao vào biên chế Vùng Hải quân 11.
Ngày 30 tháng 10 năm 1955, LSM-175 một lần nữa cho ngừng hoạt động và được đặt trong tình trạng dự bị. LSM-175 bị tháo gỡ toàn bộ vũ khí và phi hành đoàn cũng giảm bớt, và sau đó được dùng để hỗ trợ hậu cần cho các đảo lân cận trong vùng.
Tháng 10 năm 1956, cảng nhà chuyển về Long Beach và được đổi tên thành USS Oceanside (LSM-175) vào ngày 14 tháng 10 năm 1959. LSM-175 trong biên chế Vùng Hải quân 11 đến ngày 01 tháng 2 năm 1961, thì chính thức bị loại ra khỏi hải quân không còn phục vụ nữa.
1961–1989, Ngày 1 tháng 8 năm 1961, Hải Quân Đại Úy Khương Hữu Bá là Sỉ Quan Hải Quân VNCH đầu tiên sang Hoa Kỳ lảnh và chỉ huy HQ-404 từ Long Beach, California về Việt Nam với hoàn toàn thủy thủ đoàn Việt Nam. Tổng Thống Ngô Đình Diệm ra đón tại Sông Bạch Đằng cùng Đại Sứ Hoa Kỳ. USS Oceanside LSM-175 được chuyển giao cho chính quyền Sài Gòn, được đổi tên lại thành RVNS Hương Giang HQ-404 và hoạt động trong lực lượng Hải quân Việt Nam Cộng hòa. Sau sự sụp đổ của chính quyền Sài Gòn ngày 30 tháng 4 năm 1975, RVNS Hương Giang do thuyền trưởng Lương điều khiển trốn sang Philippines, cùng với một đội tàu Hải quân Việt Nam Cộng hòa dưới sự chỉ huy của Phó Đề Đốc Hải quân Khương Hữu Bá. Hương Giang HQ-404 lên đường tới Subic Bay, tại đây tàu bị giam giữ và được chuyển giao cho phía Philippines vào ngày 17 tháng 11 năm 1975. Hải quân Philippine đổi tên thành BRP Batanes (LP65).
Năm 1989, con tàu được xử lý và số phận cuối cùng của con tàu không rõ

## Thực thi chủ quyền tại Trường Sa
Năm 1963, Việt Nam Cộng hòa điều tàu ra xây dựng lại bia chủ quyền Việt Nam tại một số đảo thuộc quần đảo Trường Sa, là ba tàu gồm HQ-404 Hương Giang, HQ-01 Chi Lăng và HQ-09 Kì Hoà. Xây dựng lại bia chủ quyền ở 6 đảo:
Ngày 19-5-1963: ở đảo Trường Sa
Ngày 20-5-1963: ở đảo An Bang
Ngày 22-5-1963: ở đảo Thị Tứ và Loại Ta
Ngày 24-5-1963: ở đảo Song Tử Đông và đảo Song Tử Tây.